# 定襄郡 (唐朝)
定襄郡，中国唐朝时设置的郡。
唐玄宗天宝元年（742年），改忻州置定襄郡。治所在秀容县（今山西省忻州市）。辖境相当今山西省忻州市一带。下辖秀容县、定襄县（今山西省定襄县）。唐肃宗乾元元年（758年）复改为忻州。